# Aleksander Suchanek (oficer)
Aleksander Suchanek (ur. 9 grudnia 1909) – polski żołnierz, oficer Milicji Obywatelskiej.

## Życiorys
Urodził się 9 grudnia 1909 w Kielcach jako syn Bronisława i Tekli. Podczas II wojny światowej w 1941 został wcielony do Armii Czerwonej. W 1943 wstąpił do 1 Dywizji Piechoty im. Tadeusza Kościuszki i brał udział w walkach na froncie wschodnim. Od sierpnia 1944 służył w Grupie Operacyjnej Wojska Polskiego w Lublinie i Otwocku. W 1944 wstąpił do służby w Milicji Obywatelskiej. Od 20 września 1944 był kierownikiem Wydziału Personalnego Komendy Wojewódzkiej MO w Warszawie. W kwietniu 1945 został dowódcą Grupy Operacyjnej MO na obszar Pomorza Zachodniego, działającej celem organizacji tam MO. W 1946 był w stopniu majora. Następnie na stanowiskach komendanta wojewódzkiego MO: od 5 lipca 1947 w Warszawie, od 1 sierpnia 1948 w Szczecinie, od 15 listopada 1949 w Olsztynie, od 15 lutego 1951 w Krakowie. Podczas pracy w Szczecinie pełnił funkcję prezesa sekcji szermierki klubu sportowego Gwardia Szczecin. Od 31 marca 1953 był do dyspozycji Komendanta Głównego MO. Od 15 maja 1954 był komendantem OSAK MO, a od 15 grudnia 1954 służył w KG MO w Warszawie. Później przeszedł do służby w Ministerstwie Spraw Wewnętrznych, gdzie od 15 stycznia 1967 był do dyspozycji dyrektora departamentu kadr i szkolenia i pełnił funkcję starszego inspektora do zleceń specjalnych w Departamencie Kadr i Szkolenia, Grupa Szkolenia, od 1 marca 1967 był delegowany do dyspozycji Dyrektora Departamentu I MSW i odkomenderowany do służby jako kurier dyplomatyczny, od 1 lutego do 30 czerwca 1969 w stopniu pułkownika MO pozostawał do dyspozycji dyrektora tego departamentu.

## Odznaczenia
- Krzyż Kawalerski Orderu Odrodzenia Polski (1946)[2]